# Giovanni Andrea Jannelli
Giovanni Andrea Jannelli (Castroreale, 1660 ? – ...) è stato un pittore italiano.

## Biografia
Giovanni Andrea Jannelli (o Iannelli), nasce a Castroreale nel 1660 (?).
Fonti insufficienti attribuiscono la relazione di parentela di fratello minore di Filippo Jannelli.

## Opere
- 1689, Madonna dell'Itria, opera autografa custodita nella chiesa di Sant'Antonio di Novara di Sicilia.
- 1694, Andata al Calvario, opera autografa custodita nella chiesa madre di Soccorso (chiesa della Madonna del Soccorso), frazione di Gualtieri Sicaminò.
- 1694 (?), Madonna dell'Itria, opera attribuita custodita nella chiesa dell'Immacolata di Rodì Milici.
- 1694 (?), Battesimo di Costantino, opera trafugata dal duomo di Santa Maria Assunta di Castroreale.
- 1694 (?), San Silvestro, opera perduta documentata a Castroreale.
- 1694 (?), Scene di vita di San Sebastiano, 10 tele quadrilobate, possibile attribuzione, opere custodite nei locali della basilica minore di San Sebastiano di Barcellona Pozzo di Gotto.
- 1706, gli amministratori comunali luciesi commissionarono all'artista una pianta di Santa Lucia del Mela, verosimilmente un'incisione, da inserirsi, unitamente ad una parte descrittiva sulle «prerogative antiche e moderne» della cittadina, nell'opera in corso di pubblicazione intitolata Theatrum Siculum, redatta a cura del giurista palermitano Giovanni Brancaccio (1643 - ? ).